# 642
Năm 642 là một năm trong lịch Julius. 